# Palicourea quinata
Palicourea quinata là một loài thực vật có hoa trong họ Thiến thảo. Loài này được Suess. mô tả khoa học đầu tiên năm 1943.